# Korelle-Werk

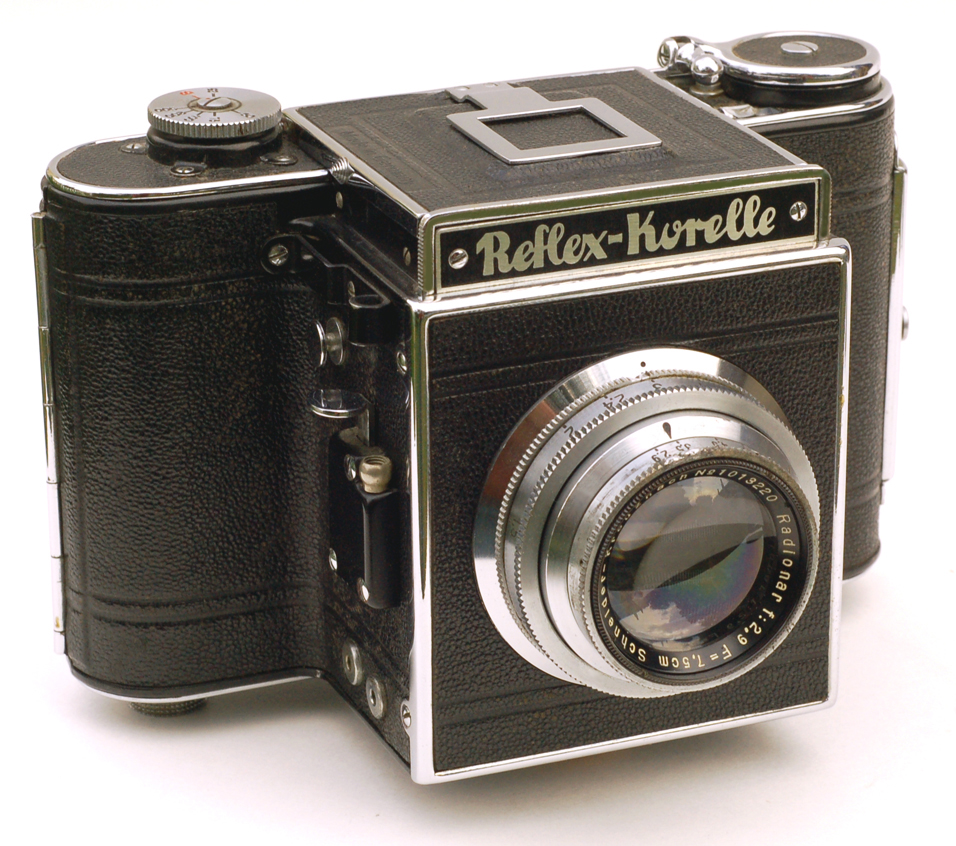
Reflex-Korelle 6x6

Die Firma Korelle-Werk Franz Kochmann war ein deutscher Kamerahersteller in Dresden (Sachsen) und ein Markenname von Fotoapparaten, die dort fabriziert wurden.

## Geschichte

### Bis 1945
Gegründet wurde das Korelle-Werk 1921 durch Franz Kochmann, der anfangs nur einfache Klappkameras für 9-cm-×-12-cm-Platten herstellte. 1923 präsentierte Kochmann seine erste einäugige Spiegelreflexkamera in Kastenbauweise. Bereits ein Jahr später konnte eine verbesserte Kamera, die „Spiegel-Reflex-Enolde“ vorführen. Kochmanns Kameras waren von sehr guter Qualität und dementsprechend groß war die Nachfrage nach seinen Klapp- und Spiegelreflexkameras. Kurze Zeit später löste das Metallgehäuse die Holzbauweise ab.
1929 startete der Betrieb mit der Herstellung von fotografischem Zubehör. Zwei Jahre später stellte das Unternehmen seine neue Rollfilmkamera „Korelle 4 × 6,5 cm“ vor. Nur ein Jahr später folgte der Betrieb mit der „Korelle K“ den trendigen Kleinbildkameras. Bis 1935 wandte sich der Betrieb dem Bau verschiedener Kleinbildkameras zu. Danach wurde die Fertigung von einäugigen Spiegelreflexkameras wieder aufgenommen. 
Auf der Leipziger Messe präsentierte Franz Kochmann die einäugige Spiegelreflexkamera „Korelle 6 × 6“ mit hohem technischen Niveau, was unter anderem durch das Bildzählwerk, dem wechselbaren Aufnahmeobjektiv oder durch den klappbaren Lichtschacht, durch den man auf einer Mattscheibe das Reflexbild erkennen konnte, deutlich wurde. Nach vielen Änderungen wurden schließlich die „Reflex-Korelle I“, die höherwertige „Reflex-Korelle II“ und schließlich die „Reflex-Korelle Ia“ und „Reflex-Korelle IIa“ angeboten. Gleichzeitig gab es eine Ausdehnung des Angebots von Zusatzobjektiven und anderem Zubehör. 
1938 hob man die unterschiedlichen Bezeichnungen von den Modellen Ia und IIa wieder auf und somit wurde die IIa zur Reflex-Korelle II. Darüber hinaus entstand die Reflex-Korelle Chrom III, welche Besonderheiten wie einen verbesserten Selbstauslöser, eine Erweiterung der Zeitenreihe, einen Bajonettanschluss für Wechselobjekte und noch viele andere Neuerungen aufwies. Demzufolge war die Chrom III auf dem neuesten Leistungsstand. Im gleichen Jahr emigrierte Franz Kochmann und ein neuer Besitzer übernahm das Werk. Gleichzeitig änderte sich die Firmierung zu Korelle-Werk. 
Ab Mitte 1940 musste das Werk die alltägliche Produktion unterbrechen und sich der Rüstungsindustrie verpflichten. Durch die folgenden Bombenangriffe wurde das Korelle-Werk komplett zerstört. 

### Nach 1945
Nach dem Kriegsende gab es wieder eine neue Firmierung zu Korelle-Werk G. H. Brandtmann. Mit Überresten der damaligen Maschinen und Teile wurde eine provisorische Produktion gestartet, welche sich auf Kartoffelschäler oder Bleistiftspitzer beschränkte. Nach der Beschlagnahme von 1945 wurde das Werk am 30. Juni 1946 zum Vorteil vom Land Sachsen enteignet und schließlich der Industrieverwaltung 24 OPTIK unterstellt. Ein Jahr später gab es erneut eine Firmierung. Diesmal zu Korelle-Kamera-Werke, Betrieb der Industrieverwaltung 23 Optik. Währenddessen wurde die Reflex-Korelle wieder hergestellt und 1947 auf der Leipziger Frühjahrsmesse erfolgreich vorgestellt. Da es gewisse Probleme beim Produktionsablauf gab, wurde der Betrieb dem neuen VEB Wefo Dresden angefügt und hörte ab 1948 auf zu existieren.